# 信一堂
信一堂是历史上英国圣公会在中国杭州设立的多座教堂中规模最大的一座，位于市中心上城区肃仪巷（今马市街北段），1871年开堂。民国以后属于中华圣公会浙江教区。
1949年以后，信一堂继续维持礼拜，至1956年聚会人数有216人，仍为杭州各教堂中规模较大的一座。1958年实行联合礼拜，信一堂被关闭，为马市街小学占用。
宣绥降牧师自1935-1958年长期担任信一堂牧师，1950年代出任杭州市三自副主席。